# Oto-mangueanska språk

Regioner där oto-manguenska språk talades i innan upptäcktsresornas epok

Oto-mangueanska språk är en språkfamilj som omfattar 174 språk från Mexiko och Centralamerika. Alla överlevande språk i familjen talas numera i Mexiko, men familjen fanns tidigare representerad ner till Costa Rica och El Salvador. De största språken i familjen är zapotekiska, mixtekiska, otomi och mazahua, som tillsammans har cirka 2 miljoner talare. Det exakta antal talare är dock svårt att uppskattas.
Språkfamiljen delas i två huvudgrupper: västliga och östliga. Av dem två har den östliga gruppen mer språk.
Kännetecknande för de oto-mangueanska språken är att de är tonspråk och har grundordföljden verb-subjekt-objekt.
| Undergrupper inom de oto-mangueanska språken |                          |                           |                     |                                        |                                                                                           |
| Familj                                       | Grupper                  | Grupper                   | Grupper             | Språk                                  | Var det talas och antal talare                                                            |
| Oto-mangueanska språk                        | Västliga oto-mangueanska | Oto-Pame-Chinantekanska   | Oto-Pameanska språk | Otomi språk (Hñähñu) (flera varianter) | Centrala México (~212,000)                                                                |
| Oto-mangueanska språk                        | Västliga oto-mangueanska | Oto-Pame-Chinantekanska   | Oto-Pameanska språk | Mazahua (Hñatho)                       | Méxiko (~350,000)                                                                         |
| Oto-mangueanska språk                        | Västliga oto-mangueanska | Oto-Pame-Chinantekanska   | Oto-Pameanska språk | Matlatzinca                            | Méxiko. Två varianter: Ocuiltec/Tlahuica (~450) och Matlatzinca de San Francisco (~1,300) |
| Oto-mangueanska språk                        | Västliga oto-mangueanska | Oto-Pame-Chinantekanska   | Oto-Pameanska språk | Pame                                   | (10,000)                                                                                  |
| Oto-mangueanska språk                        | Västliga oto-mangueanska | Oto-Pame-Chinantekanska   | Oto-Pameanska språk | Chichimeca-Jonaz                       | Guanajuato, San Luis Potosí (~1,500)                                                      |
| Oto-mangueanska språk                        | Västliga oto-mangueanska | Oto-Pame-Chinantekanska   | Chinantekanska      | Chinantekiska                          | norra Oaxaca och södra Veracruz, (~224,000)                                               |
| Oto-mangueanska språk                        | Västliga oto-mangueanska | Tlapanec-Mangue           | Tlapanekanska       | Tlapanec ( Me'phaa)                    | Guerrero (~75,000)                                                                        |
| Oto-mangueanska språk                        | Västliga oto-mangueanska | Tlapanec-Mangue           | Tlapanekanska       | Subtiaba (†)                           | Honduras                                                                                  |
| Oto-mangueanska språk                        | Västliga oto-mangueanska | Tlapanec-Mangue           | Manguean            | Chiapanec (†)                          | Chiapas                                                                                   |
| Oto-mangueanska språk                        | Västliga oto-mangueanska | Tlapanec-Mangue           | Manguean            | Mangue (†)                             | Nicaragua                                                                                 |
| Oto-mangueanska språk                        | Västliga oto-mangueanska | Tlapanec-Mangue           | Manguean            | Chorotega (†)                          | Costa Rica                                                                                |
| Oto-mangueanska språk                        | Östliga oto-mangueanska  | Popolokanska-Zapotekanska | Popolokanska språk  | Mazatekanska                           | nord-östra Oaxaca och Veracruz (~206,000)                                                 |
| Oto-mangueanska språk                        | Östliga oto-mangueanska  | Popolokanska-Zapotekanska | Popolokanska språk  | Ixcatec                                | norra Oaxaca (<100)                                                                       |
| Oto-mangueanska språk                        | Östliga oto-mangueanska  | Popolokanska-Zapotekanska | Popolokanska språk  | Chocho                                 | norra Oaxaca (<1000)                                                                      |
| Oto-mangueanska språk                        | Östliga oto-mangueanska  | Popolokanska-Zapotekanska | Popolokanska språk  | Popolokanska språk                     | södra Puebla, (~30,000)                                                                   |
| Oto-mangueanska språk                        | Östliga oto-mangueanska  | Popolokanska-Zapotekanska | Zapotekanska språk  | Zapotekiska (omkring 50 varianter)     | Centrala och östra Oaxaca (~785,000)                                                      |
| Oto-mangueanska språk                        | Östliga oto-mangueanska  | Popolokanska-Zapotekanska | Zapotekanska språk  | Chatino                                | Oaxaca (~23,000)                                                                          |
| Oto-mangueanska språk                        | Östliga oto-mangueanska  | Popolokanska-Zapotekanska | Zapotekanska språk  | Papabuco                               | Oaxaca                                                                                    |
| Oto-mangueanska språk                        | Östliga oto-mangueanska  | Popolokanska-Zapotekanska | Zapotekanska språk  | Soltec                                 | Oaxaca                                                                                    |
| Oto-mangueanska språk                        | Östliga oto-mangueanska  | Amuzgo-Mixtecan           | Amuzgoan            | Amuzgo                                 | Oaxaca och Guerrero (~30,000)                                                             |
| Oto-mangueanska språk                        | Östliga oto-mangueanska  | Amuzgo-Mixtecan           | Mixtekanska språk   | Mixtekiska (omkring 30 varianter)      | centrala, södra och västra Oaxaca; södra Puebla och östra Guerrero (~511,000)             |
| Oto-mangueanska språk                        | Östliga oto-mangueanska  | Amuzgo-Mixtecan           | Mixtekanska språk   | Cuicatec                               | Cuicatlán, Oaxaca, (~18,500)                                                              |
| Oto-mangueanska språk                        | Östliga oto-mangueanska  | Amuzgo-Mixtecan           | Mixtekanska språk   | Trique                                 | västra Oaxaca (~23,000)                                                                   |